# Scotland on Sunday
Scotland on Sunday est un hebdomadaire écossais. Sa publication est adossée au quotidien The Scotsman.